# Maria Ernestine Esterházy Starhemberg
Maria Ernestine Esterházy Starhemberg, född 1754, död 1813, var en österrikisk adelskvinna. Hon var 1774 föremål för en på sin tid berömd skandal, då hennes äktenskapsbrott blev föremål för utredning av den ökända Kyskhetskommissionen. 

## Biografi
Maria Ernestine Esterházy Starhemberg föddes 1754 som dotter till greve Gundacker von Starhemberg och hans hustru, grevinnan Maria Aloysia Rosa Breunner von Asparn. 
Hon gifte sig 1770 med greve Ferenc Esterházy de Galántha, som var hovman hos kejsarinnan Maria Theresa. Äktenskapet var olyckligt: maken kunde inte fullborda det eftersom han blivit impotent på grund av syfilis, och misshandlade henne. 
Hon hade ett förhållande med Ferdinand Ludwig, greve av Schulenburg-Oeynhausen, och då hon blev gravid med honom, försökte paret fly till Schweiz via Arlberg i juni 1774. Hon arresterades i Konstanz och internerades i ett kloster. Hon flydde därifrån och födde barn på ett värdshus direkt vid Rhen i Waldshut i Niederösterreich, ett barn hon lämnade efter sig när hon flydde med Schulenburg över Rhen natten till den 30 december 1774. Barnet placerades på ett schwabiskt barnhem på order av kejsarinnan. Schulenburg arresterades i Zürich av de lokala myndigheterna. Österrikes ambassadör i Zürich, Freiherr von Bartenstein, fick Schulenburg utlämnad. Förflyttad till Wien ställdes han inför kyskhetskommissionen och dömdes till döden. Greve Ferenc Esterházy utverkade en benådning av Maria Theresia för Schulenburg, som sedan förvisades från Wien.  
Maria Ernestine levde under dåliga förhållanden inhyrd hos en mjölnare i Le Locle i preussiska Neuchâtel fram till kejsarinnans död 1780. Efter det tillät Josef II henne att bosätta sig i Solothurn under ett annat namn. Hon fick en livränta på 2 000 gulden om året, främst finansierad av hennes man, greve Ferenc Esterházy. Johann Kaspar Lavater rapporterade 1789 om ett möte med henne, som levde under ett annat namn. På 1790-talet försonades Maria Ernestine med sin man. Äktenskapet förblev barnlöst fram till greve Ferenc Esterházys död i Wien av en stroke 1811. Maria Ernestine Esterházy Starhemberg dog i Graz 1813.
Skandalen om hennes äktenskapsbrott blev vida omtalad under hennes livstid och omtalades i samtida press och skillingtryck.